# 青原駅
青原駅（あおはらえき）は、島根県鹿足郡津和野町冨田にある、西日本旅客鉄道（JR西日本）山口線の駅である。

## 歴史
- 1924年（大正13年）7月15日：鉄道省山口線日原駅 - 石見横田駅間に新設[1][2]。
- 1967年（昭和42年）4月1日：貨物取扱廃止[2]。
- 1984年（昭和59年）2月1日：荷物扱い廃止[2]、無人駅化[3]。
- 1987年（昭和62年）4月1日：国鉄分割民営化に伴い、JR西日本の駅となる[4]。
- 2017年（平成29年）3月25日：上りホーム使用停止。

## 駅構造
盛土上に単式ホーム1面1線を有する地上駅。以前は相対式ホーム2面2線の交換可能駅であったが、上りホームは使用停止となった。2018年3月現在でも旧上りホーム・線路は現存するが構内踏切に柵があるため、立入は不可。駅は傾斜面上にある。
新山口駅管理の無人駅。駅舎は無く、ホーム山口寄りに設置された階段及びスロープを昇って直接入る格好となっている。ホームには待合室がある。自動券売機等の設備は無い。

## 利用状況
2020年度の1日平均乗車人員は9人である。2004年度は36人、1994年度は56人、1984年度は49人であった。
近年の1日平均乗車人員の推移は以下の通り。
| 乗車人員推移 | 乗車人員推移 |
| 年度         | 1日平均人数  |
| ------------ | ------------ |
| 1999         | 32           |
| 2000         | 36           |
| 2001         | 35           |
| 2002         | 43           |
| 2003         | 41           |
| 2004         | 36           |
| 2005         | 28           |
| 2006         | 25           |
| 2007         | 23           |
| 2008         | 23           |
| 2009         | 21           |
| 2010         | 19           |
| 2011         | 17           |
| 2012         | 13           |
| 2013         | 12           |
| 2014         | 15           |
| 2015         | 17           |
| 2016         | 18           |
| 2017         | 14           |
| 2018         | 13           |
| 2019         | 11           |
| 2020         | 9            |
| 2021         | 9            |
| 2022         | 6            |

## 駅周辺
駅の西側には高津川が流れており、更にその西隣を国道9号線（国道187号線重複）が通っている。
- 大庭政世頌徳碑：青原の地で日本初の産業組合による医療事業を立上げた大庭を顕彰。ホームへの階段上り口すぐ横に建立[5][7][注 1]
- 道の駅シルクウェイにちはら：徒歩約10分[8]

## バス路線
小瀬会館前
- 津和野町営バス
  - 大木・二俣・堤田・滝元線 ※1日2本、日曜運休[9][10]

青原駅
- 津和野町営バス ※全路線共に1日2本程度、日曜運休[9][10]
  - 左鐙・商人・宿の谷線
  - 大木・二俣・堤田・滝元線
  - 須川・野地・青原線
- 石見交通
  - 広益線：石見交通本社前 / 広島駅新幹線口[11]
  - 津和野線：益田医光寺 / 津和野温泉[12]

## 隣の駅
西日本旅客鉄道（JR西日本）
■山口線
日原駅 - 青原駅 - 東青原駅